# Santiago Agrelo
Santiago Agrelo Martínez, (Asados, Rianjo, La Coruña, 20 de junio de 1942) es un franciscano español, arzobispo emérito de Tánger. 
Fue nombrado arzobispo de Tánger por Benedicto XVI en 2007, cuando era párroco en la diócesis de Astorga y profesor en el Instituto Teológico de Compostela.
Ha planteado que la exención del impuesto sobre bienes inmuebles (IBI) a la Iglesia no significa concesión de privilegios, sino reconocimiento de servicios que la Iglesia presta a la sociedad.
Destaca por ser crítico con las políticas sobre extranjería del Gobierno del Partido Popular, incluidas las vallas con  concertinas en las fronteras terrestres de Ceuta y Melilla.
El 20 de junio de 2017 presentó al papa Francisco su renuncia por motivos de edad. El 24 de mayo de 2019 se le fue aceptada la renuncia a dicho cargo.